# Idan Zalmanson
Idan Zalmanson (in ebraico עידן זלמנסון‎?; Be'er Ya'akov, 18 aprile 1995) è un cestista israeliano.

## Carriera
Con Israele ha disputato due edizioni dei Campionati europei (2017, 2022).

## Palmarès
- Campionato israeliano: 2

Maccabi Tel Aviv: 2011-12
Maccabi Rishon LeZion: 2015-16
- Coppa di Israele: 2

Maccabi Tel Aviv: 2012-13
Hapoel Gerusalemme: 2019-20
- Coppa di Lega israeliana: 2

Maccabi Tel Aviv: 2012
Hapoel Gerusalemme: 2019